# لويس رينا
لويس رينا (بالإسبانية: Luis Reyna)‏ (مواليد 16 مايو 1959) هو لاعب كرة قدم. يلعب مع منتخب بيرو لكرة القدم. سبق له أن لعب في كأس العالم لكرة القدم مع منتخب بلاده.

## روابط خارجية
- لويس رينا على موقع الاتحاد الدولي (مؤرشف)  (الإنجليزية)
- لويس رينا على موقع قاعدة بيانات كرة القدم.إي يو (الإنجليزية)
- لويس رينا على موقع ناشيونال فوتبول تيمز (الإنجليزية)